# Sunshine of Your Love
Sunshine of Your Love är en psykedelisk rocklåt av rocktrion Cream som lanserades 1967 på albumet Disraeli Gears. I januari 1968 släpptes låten även på singel. Låten är skriven av Eric Clapton, Jack Bruce och Pete Brown. Låten tillhör Creams mest kända inspelningar och blev deras största framgång i USA. Poeten Pete Brown utvecklade texten till låten, medan Clapton skapade låtens distinkta gitarriff. Jimi Hendrix spelade ofta låten då han höll konsert. Låten har även spelats in av bland andra Living Colour, Ozzy Osbourne, Toto, John Norum och Carlos Santana.
Låten blev listad som #65 av magasinet Rolling Stone på deras lista The 500 Greatest Songs of All Time. Den finns med på Rock and Roll Hall of Fames lista "500 låtar som skapade rock'n'roll".

## Listplaceringar
| Lista (1968)   | Position              |
| -------------- | --------------------- |
| Australien     | 22 (Go Set)           |
| Kanada         | 3 (RPM)               |
| Nederländerna  | 17                    |
| Storbritannien | 25                    |
| USA            | 5 (Billboard Hot 100) |